# 弗雷斯尼略-德拉斯杜埃尼亚斯
弗雷斯尼略-德拉斯杜埃尼亚斯（西班牙語：Fresnillo de las Dueñas）是西班牙卡斯蒂利亚-莱昂布尔戈斯省的一个市镇。总面积14平方公里，总人口316人（2001年），人口密度23人/平方公里。